# Temnothorax hesperius
Temnothorax hesperius is een mierensoort uit de onderfamilie van de Myrmicinae. De wetenschappelijke naam van de soort is voor het eerst geldig gepubliceerd in 1909 door Felix Santschi als Leptothorax hesperius. De soort komt voor op Tenerife (Canarische Eilanden).